# Hermannsburg
Hermannsburg è una frazione del comune tedesco di Südheide, in Bassa Sassonia.

## Storia
Il 1º gennaio 2015 il comune di Hermannsburg venne fuso con il limitrofo comune di Unterlüß, formando il nuovo comune di Südheide.